# Иванчук, Василий Михайлович
Васи́лий Миха́йлович Иванчу́к (укр. Василь Михайлович Іванчук; род. 18 марта 1969, Копычинцы, Тернопольская область[…]) — советский и украинский шахматист, гроссмейстер (1988). Победитель командных чемпионатов мира в составе сборных СССР (1989) и Украины (2001). Чемпион Европы (2004), финалист чемпионата мира ФИДЕ 2001—2002 годов. Четырёхкратный победитель Олимпиад в составе команды СССР (1988, 1990) и Украины (2004, 2010). Претендент на мировое шахматное первенство. Чемпион мира по блицу (2007) и рапиду (2016).

## Биография

### Детство
Отец — юрист, мать — учитель физики. Играть в шахматы Иванчук начал с 4-го класса. В 1979 году начал занимался с Олегом Калининым в тернопольском шахматном клубе «Авангард». С 1980 года занимался с Михаилом Некрасовым во Львове.
С 1982 года начал играть на юношеской доске команды Прикарпатского военного округа, с ним начали заниматься Виктор Желяндинов и Владимир Бутурин.
В 1985 году в возрасте 15 лет Иванчук выиграл юниорский чемпионат СССР и занял 3-е место на чемпионате Украины. 
Позже получил высшее образование в Львовском государственном институте физической культуры.

### Карьера
В начале 1990-х годов Иванчук стал одним из сильнейших шахматистов мира. В 1988 году стал гроссмейстером, в 1988 и 1990 годах в составе сборной СССР становился чемпионом Олимпиад.
С 1991 года Иванчук входит в состав сборной Украины. В её составе выиграл командный чемпионат мира 2001 и Олимпиаду 2004. Трижды команда Украины, в которой играл Иванчук, становилась призёром Олимпиад.
Трижды Иванчук выигрывал супертурниры в Линаресе (1989, 1991, 1995). В 1991 году выиграл у действующего на тот момент чемпиона мира Гарри Каспарова.
В 1989 году Иванчук выиграл турнир в Биле, 1990 — в Тилбурге, 1991 — в Рейкьявике, 1992 — в Дортмунде, 1994 — в Мюнхене и в Новгороде, 1995 — Хоргене, 1996 — в Вейк-ан-Зее, 1997 — в Белграде, 1998 — в Элисте, 2000 — во Львове и в Монтекатини Терме.
С 16 по 25 января 2002 года в Москве проходил финальный матч на первенство мира по версии ФИДЕ. Иванчук проиграл Руслану Пономарёву со счётом 2½-4½ (+2−0=5).
В 2004 году стал чемпионом Европы. В 2005 году победил на Мемориале Капабланки в Гаване с результатом 9½ из 12.
В ноябре 2007 года выиграл чемпионат мира по блицу, который проходил в Москве в рамках Мемориала Таля.

На октябрь 2007 в мировом рейтинг-листе Иванчук занимал 3-ю позицию с показателем 2776 после Вишванатана Ананда и Крамника.
В 2007 году Иванчук выиграл сильнейший международный турнир, когда-либо проведённый на территории независимой Украины, в Форосе (18-я категория).
В ноябре 2009 года, проиграв на Кубке мира 16-летнему Уэсли Со, Иванчук дал эмоциональное интервью, которое можно было расценить как объявление о прекращении шахматной карьеры. Однако позже он распространил открытое письмо, где заявил, что ни в коем случае не собирается бросать шахматы.
В ноябре 2010 года Иванчук в составе сборной Украины становится победителем 39-й шахматной Олимпиады, которая проходила в Ханты-Мансийске (Россия).
В последнее время увлёкся шашками. В 2015 году участвовал в своём первом международном турнире по международным шашкам — Heerhugowaard Open 2015, где играло 25 международных гроссмейстеров. В 2016 году играл на чемпионате Европы.
В декабре 2016 года Иванчук стал чемпионом мира по рапиду, набрав 11 очков из 15. Поделил 1-е место с Магнусом Карлсеном и Александром Грищуком, но по дополнительным показателям стал 1-м и заработал 33 000$.
В декабре 2023 года занял 2-е место на чемпионате Европы по блицу.

### Стиль игры
Иванчук играет в творческие шахматы, обладает глубоким пониманием шахмат и приносит в игру много оригинальных идей, чем он заслужил звание шахматного гения. Среди шахматистов Иванчука называют «Большой Чаки» (англ. Big Chucky).

### Личная жизнь
В 1991 году первой женой Иванчука стала Алиса Галлямова, у них есть общий сын Миша, через несколько лет брак распался. В 2007 Иванчук женился снова.

## Награды
- 23 августа 2011 года награждён орденом князя Ярослава Мудрого IV степени за значительный личный вклад в становление независимости Украины, утверждение её суверенитета и международного авторитета, заслуги в государствообразующей, социально-экономической, научно-технической, культурно-образовательной деятельности, добросовестное и безупречное служение Украинскому народу[15].
- Орден князя Ярослава Мудрого V ст. (16 января 2009 года)[16]
- Орден «За заслуги» I ст. (4 ноября 2004 года) — за победу на 36-й Всемирной шахматной Олимпиаде 2004 года в Испании, весомый личный вклад в повышение международного спортивного авторитета Украины[17]
- Орден «За заслуги» II ст. (24 января 2002 года) — за достижение высоких результатов на чемпионате мира по шахматам (г. Москва, 2001—2002 гг), весомый вклад в укрепление международного спортивного авторитета Украины[18]
- Почётный знак отличия Президента Украины (18 декабря 1992 года)[19]
- Знак отличия Президента Украины — юбилейная медаль «20 лет независимости Украины» (19 августа 2011 года)[20]

## Спортивные результаты
| Год  | Город           | Турнир                                                          | +   | −   | =   | Результат     | Место |
| ---- | --------------- | --------------------------------------------------------------- | --- | --- | --- | ------------- | ----- |
| 1989 | Линарес         | Международный турнир                                            |     |     |     |               | 1     |
|      | Биль            | Международный турнир                                            |     |     |     |               | 1     |
| 1991 | Линарес         | Международный турнир                                            | 6   | 0   | 7   | 9½ из 13      | 1     |
| 1995 | Линарес         | Международный турнир                                            |     |     |     |               | 1     |
| 2006 | Форос           | 1-й международный турнир                                        | 3   | 0   | 8   | 7 из 11       | 2     |
| 2007 | Монреаль        | 8-й международный турнир                                        | 5   | 0   | 4   | 7 из 9        | 1     |
|      | Форос           | 2-й международный турнир                                        | 4   | 0   | 7   | 7½ из 11      | 1     |
|      | Ханты-Мансийск  | Кубок мира                                                      |     |     |     | из            |       |
| 2008 | Вейк-ан-Зее     | 70-й международный турнир                                       | 1   | 0   | 12  | 7 из 13       | 5—6   |
|      | Морелия/Линарес | 25-й международный турнир                                       | 2   | 3   | 9   | 6½ из 14      | 6     |
|      | София           | 4-й международный турнир                                        | 6   | 0   | 4   | 8 из 10       | 1     |
|      | Форос           | 3-й международный турнир                                        | 4   | 1   | 6   | 7 из 11       | 2     |
|      | Сочи            | 2-й Гран-при                                                    | 2   | 2   | 9   | 6½ из 13      | 8—9   |
|      | Москва          | 3-й мемориал Таля                                               | 3   | 0   | 6   | 6 из 9        | 1     |
|      | Бильбао         |                                                                 | 2   | 6   | 2   | из            | 4     |
|      | Нанкин          | 1-й международный турнир                                        | 1   | 3   | 6   | 4 из 10       | 5—6   |
| 2009 | Вейк-ан-Зее     | 71-й международный турнир                                       | 2   | 4   | 7   | 5½ из 13      | 11—14 |
|      | Линарес         | 26-й международный турнир                                       | 2   | 0   | 12  | 8 из 14       | 2     |
|      | Нальчик         | 4-й Гран-при                                                    | 1   | 3   | 9   | 5½ из 13      | 12—14 |
|      | София           | 5-й международный турнир                                        | 1   | 5   | 4   | 3 из 10       | 6     |
|      | Базна           | 3-й международный турнир                                        | 4   | 0   | 6   | 7 из 10       | 1     |
|      | Биль            | 42-й международный турнир                                       | 2   | 1   | 7   | 5½ из 10      | 3     |
|      | Джермук         | 5-й Гран-при                                                    | 4   | 0   | 9   | 8½ из 13      | 1     |
|      | Москва          | 4-й мемориал Таля                                               | 2   | 0   | 7   | 5½ из 9       | 2—3   |
|      | Ханты-Мансийск  | 3-й Кубок мира 1-й тур против А. Безгодова 2-й тур против У. Со | 2 0 | 0 1 | 0 1 | 2 из 2 ½ из 2 |       |
| 2010 | Вейк-ан-Зее     | 72-й международный турнир                                       | 2   | 1   | 10  | 7 из 13       | 6—7   |
|      | Гавана          | 45-й мемориал Х. Р. Капабланки                                  | 4   | 0   | 6   | 7 из 10       | 1     |
|      | Ханты-Мансийск  | 39-я олимпиада                                                  | 7   | 1   | 2   | 8 из 10       |       |
| 2011 | Ханты-Мансийск  | Кубок Мира по шахматам 2011                                     | 12  | 4   | 10  | 17 из 26      | 3     |
| 2012 |                 | 47-й мемориал Х. Р. Капабланки                                  | 3   | 0   | 7   | 6½ из 10      | 1     |
| 2014 | Эдмонтон        | 9-й международный турнир                                        | 7   | 0   | 2   | 8 из 9        | 1     |
| 2018 | Иерусалим       | Мемориал Гидеона Яфета                                          | 2   | 2   | 6   | 5 из 10       | 2—5   |

## Книги
- Супертурнир в Линаресе, 1992, ISBN 5-8292-0019-8